# Подснежник белоснежный
Подсне́жник белосне́жный (лат. Galánthus nivális) — вид растений из рода Подснежник семейства Амариллисовые (Amaryllidaceae).

## Ботаническое описание

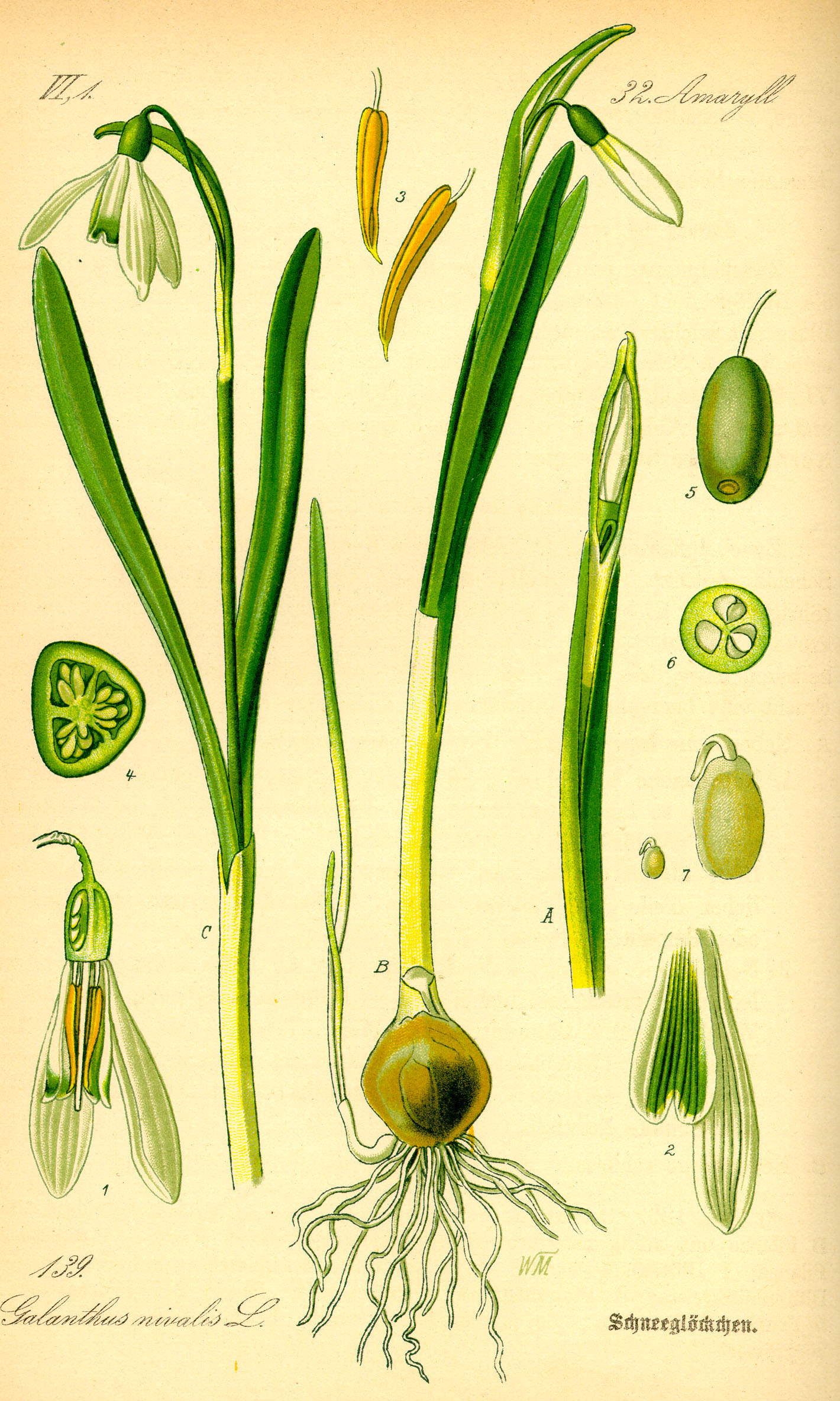

Луковицы яйцевидные или конические, со светло-коричневой или бурой кожурой, диаметром 1,2—1,5 см и длиной 1,5—2 см.
Листья появляются одновременно с бутонами и во время цветения равны или значительно короче цветоноса. Листья тёмно-зелёные или сизые, плоские даже в почкосложении, снизу с килем, довольно тупые, во время цветения с восковым налётом, 8—10 см длиной и 0,4—0,6 см шириной, после цветения до 25 см длиной и до 1 см шириной.
Цветонос цилиндрический, 7(9)—12 см длиной; крыло 2,5—3 см длиной; цветоножка равна, длиннее или короче крыла. Цветки одиночные, белые, с зелёным подковообразным пятном на концах лепестков, колокольчатые, в закрытом состоянии напоминают каплю, поникающие. Околоцветник состоит из шести раздельных лепестков. Наружные листочки околоцветника продолговато-обратнояйцевидные, 1,5—2,5 см длиной и 0,7—1,1 см шириной, внутренние — клиновидные, 0,7—1,2 см длиной и 0,4—0,7 см шириной. Тычинки 0,6—0,7 см длиной, пыльники с остриём. Завязь 0,3—0,4 см в диаметре. Цветёт в январе — апреле.
Плод — мясистая коробочка, семена продолговатые, с сочным придатком.
Число хромосом 2n = 24.

## Распространение и экология
Естественно произрастает в Центральной Европе: Австрия, Чехия, Словакия, Германия, Венгрия, Польша, Швейцария; Восточной Европе: Румыния, Молдавия, Украина, Нижний Дон (южная часть), Южной Европе: Италия, включая Сицилию; Франция, Испания; на Балканах: Албания, Болгария, Греция, Турция, страны бывшей Югославии; на Кавказе: Предкавказье, Западное Закавказье (Абхазия, Батуми, Осетия), Восточное Закавказье (Тбилиси).
Встречается в нижнем, среднем и альпийском поясах; по опушкам леса, среди кустарников, на открытых местах.
|                |  |
| Цветок. Плоды. |  |

## Хозяйственное значение и применение
Самый ранний медонос, дающий пчёлам нектар в феврале — апреле.

### В декоративном садоводстве
Повсюду в зоне умеренного климата используется в культуре. Примечателен ранним цветением, изящными цветками. Имеет свыше пятидесяти разновидностей.

### В медицине
Растение ядовито!
В луковицах содержится нарведин, во всех частях растения — галантамин.

## Систематика
По информации базы данных The Plant List (2013), в синонимику вида входят следующие названия:
- Chianthemum nivale (L.) Kuntze
- Galanthus alexandri Porcius
- Galanthus imperati Bertol.
- Galanthus melvillei Voss
- Galanthus montanus Schur
- Galanthus nivalis var. atkinsii Mallett
- Galanthus nivalis var. hololeuca Celak.
- Galanthus nivalis subsp. imperati (Bertol.) K.Richt.
- Galanthus nivalis var. majus Ten.
- Galanthus nivalis var. minus Ten.
- Galanthus nivalis f. pictus K.Malý
- Galanthus nivalis f. pleniflorus P.D.Sell
- Galanthus nivalis var. scharlockii Casp.
- Galanthus nivalis var. spitzneri Podp.
- Galanthus scharlokii (Casp.) Baker
- Galanthus umbricus Dammann